# Melchor Ocampo
Melchor Ocampo (ur. 15 stycznia 1814 w Maravatío, zm. 3 czerwca 1861 w Tepeji del Rio) – meksykański uczony i polityk.
Pochodził z zamożnej rodziny kreolskiej, odebrał gruntowne wykształcenie, podróżował również po Europie. Związał się ze stronnictwem liberalnym, należał do jego radykalnego skrzydła.
Wchodził w skład Izby Deputowanych. Dwukrotnie pełnił funkcję gubernatora Michoacán (1846–1848, 1852–1853). Przez pewien czas kierował ministerstwem skarbu.
Został wygnany z kraju przez Santa Annę. Był jedną z czołowych postaci politycznej emigracji meksykańskiej (skupionej w Nowym Orleanie) występującej przeciwko jego rządom.
Po wybuchu rewolucji ayutlańskiej nawiązał kontakt z jej przywódcami. Z czasem przeniósł się na tereny graniczące z Meksykiem (do Brownsville w Teksasie), skąd wspierał poczynania sił rewolucyjnych. 4 października 1855 wszedł do powołanego przez liberałów rządu Juana Álvareza, obejmując tekę ministra spraw zagranicznych. W grudniu tego samego roku złożył dymisję. Brał udział w pracach Kongresu Konstytucyjnego (luty 1856 – luty 1857), jednak rozczarowany umiarkowanym nastawieniem większości jego członków opuścił stolicę przed zakończeniem obrad. 19 stycznia 1858 ponownie objął tekę ministerialną, tym razem w powołanym w Guanajuato rządzie Konfederacji Koalicyjnych Stanów (na czele z Benito Juárezem).
W czasie wojny o Reformę liberałowie znaleźli się w niezmiernie trudnej sytuacji finansowej. Z tego powodu w grudniu 1859 roku Ocampo podpisał traktat ze Stanami Zjednoczonymi. Na jego mocy rząd amerykański zyskiwał m.in. prawo do wprowadzania swoich wojsk na terytorium meksykańskie. W zamian zobowiązał się wypłacić liberałom 4 miliony dolarów. Traktat ten ostatecznie nie wszedł w życie, wzbudził jednak ogromne kontrowersje i spowodował dymisję Ocampa. Był też główną przyczyną jego śmierci. Ocampo został bowiem porwany i rozstrzelany z rozkazu konserwatywnego generała Marqueza, który zarzucał mu zdradę kraju (koniec maja 1861). Kilka tygodni później w ten sam sposób zamordowano liberalnych generałów  José Degollado i Leandra Martíneza.
Dla upamiętnienia postaci polityka jego rodzinnemu miastu nadano formalną nazwę Maravatío de Ocampo, podobnie samemu stanowi Michoacán de Ocampo. Jego imię nosi także teatr Teatro Ocampo de Morelia w stolicy stanu, Morelii.
Na uniwersytecie stanowym w Morelii, Universidad Michoacana de San Nicolás de Hidalgo, który Melchor Ocampo jako gubernator otworzył ponownie w 1847 po wojnie o niepodległość jako Kolegium św. Mikołaja, utworzono gabinet z przekazaną przez niego biblioteką i należącymi do niego przedmiotami. Jest tam również zachowane serce Ocampo, przekazane przez córkę, której zwierzył się, że należy ono do kolegium.